# Łuskwiak gruzełkowany

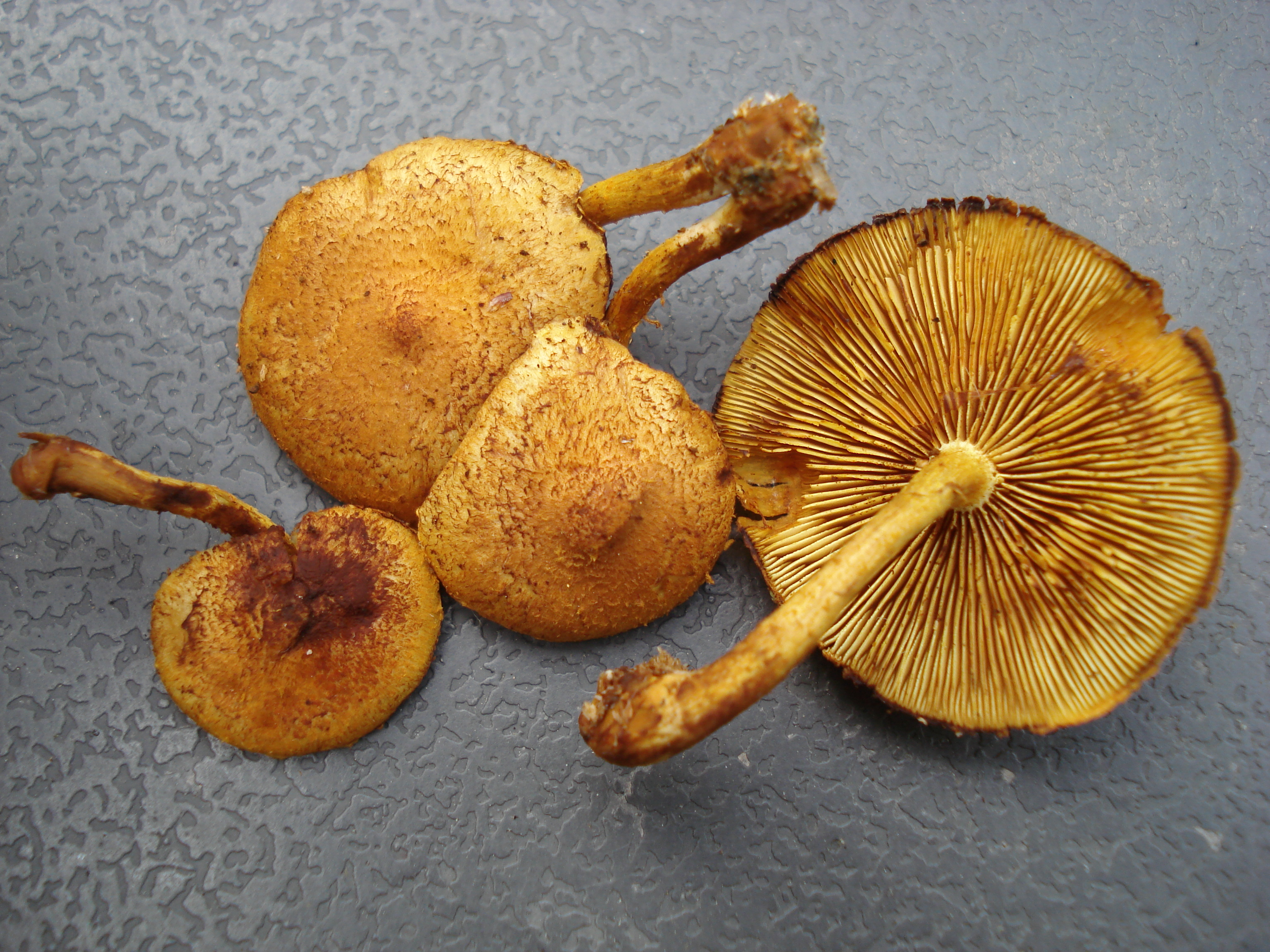

Łuskwiak gruzełkowany (Pleuroflammula tuberculosa (Schaeff.) E. Horak) – gatunek grzybów należący do rodziny ciżmówkowatych (Crepidotaceae).

## Systematyka i nazewnictwo
Pozycja w klasyfikacji według Index Fungorum: Pleuroflammula, Crepidotaceae, Agaricales, Agaricomycetidae, Agaricomycetes, Agaricomycotina, Basidiomycota, Fungi.
Po raz pierwszy takson ten zdiagnozował w 1774 r. Jacob Christian Schaeffer, nadając mu nazwę Agaricus tuberculosus. Obecną, uznaną przez Index Fungorum nazwę nadał mu w 1986 r. Egon Horak.
Synonimy:

- Agaricus curvipes Pers. 1801
- Agaricus tuberculosus Schaeff. 1774
- Agaricus vitellinus Batsch 1783
- Dryophila curvipes (Pers.) Quél. 1886
- Dryophila tuberculosa (Schaeff.) Quél. 1886
- Hypodendrum tuberculosum (Schaeff.) Overh. 1932
- Pholiota curvipes (Pers.) Quél. 1872
- Pholiota muricata var. curvipes (Pers.) P. Kumm. 1871
- Pholiota tuberculosa (Schaeff.) P. Kumm. 1871
- Pholiota tuberculosa var. curvipes (Pers.) P. Roux, Guy García & Chapon 2006

Nazwę polską zaproponował Władysław Wojewoda w 2003 r.

## Morfologia
Kapelusz
Średnica 2–5 cm, w młodych owocnikach kulisty, potem kolejno płaskowypukły, wypukły i płaski z tępym garbem. Brzeg długo podwinięty, u młodych owocników z resztkami osłony. Powierzchnia początkowo siarkowożółta, pilśniowata, potem żółta z pomarańczowobrązowymi łuskami.
Blaszki
Szerokie, zbiegające ząbkiem, początkowo jasno siarkowożółte, potem rdzawożółte. Ostrza płatkowate.
Trzon
Wysokość 2,5–5 cm, grubość 3–5 mm, walcowaty, zwykle zakrzywiony, początkowo pełny, potem pusty. Ma nietrwały, rdzawobrązowy, włóknisty pierścień. Powyżej niego (lub jego resztek) pokryty jest białawym nalotem na cytrynowożółtym tle, poniżej żółtymi, płatkowatymi łuskami na żółtym tle. Starsze owocniki u podstawy stają się czerwonobrązowe.
Miąższ
Żółty, o delikatnym zapachu i gorzkim smaku.
Cechy mikroskopowe
Wysyp zarodników cynamonowobrązowy. Zarodniki 7,5–9 × 4–5 µm, gładkie, w widoku z boku fasolkowate, w widoku z przodu jajowate. Podstawki 20–30 × 5–8 µm, 4-sterygmowe ze sprzążkami. Cheilocystydy 25–70 × 2–15 µm maczugowate lub butelkowate, często główkowate, cienkościenne, wybarwione. Pleurocystyd i chryzocystyd brak. Strzępki epikutis cylindryczne o średnicy 4–9 µm z końcowymi elementami nabrzmiałymi do średnicy 16 µm, o ścianach żółto inkrustowanych. Strzępki ze sprzążkami.
Gatunki podobne
Łuskwiaki należą do trudnych do identyfikacji. Podobny łuskwiak pomarańczowobrązowy (Pholiota lucifera) odróżnia się bardziej kontrastowymi łuskami na kapeluszu i trzonem – jest on dłuższy i często wyrasta z drewna zagrzebanego w ziemi.

## Występowanie i siedlisko
Występuje w Ameryce Północnej, Europie i Azji (w Korei). W piśmiennictwie naukowym na terenie Polski do 2003 r. podano 10 stanowisk. Liczne nowe i bardziej aktualne stanowiska podaje internetowy atlas grzybów. Znajduje się na Czerwonej liście roślin i grzybów Polski. Ma status V – gatunek narażony na wymarcie, który zapewne przeniesie się do kategorii wymierających, jeśli nadal działać będą czynniki zagrożenia.
Występuje na martwym drewnie w lesie, zarówno w lasach liściastych, jak iglastych. Szczególnie często spotykany pod dębami, lipami i bukami. Owocniki pojedynczo lub w kępach od sierpnia do października.